# SZK Dila Gori
A Dila Gori (grúzul: საფეხბურთო კლუბი დილა გორი) grúz élvonalbeli labdarúgócsapat. A klub székhelye Goriban található, hazai mérkőzéseit a Tengiz Burdzsanadze Stadionban játssza.

## Sikerei
- Grúz labdarúgó-bajnokság (Umagleszi Liga)
  - Ezüstérmes (1 alkalommal): 2013

- Grúz kupa (Szakartvelosz taszi)
  - Győztes (1 alkalommal): 2012

## Eredményei

### Bajnoki múlt
A Dila Gori helyezései az grúz labdarúgó-bajnokság élvonalában.
| Idény   | Helyezés |
| ------- | -------- |
| 1990    | 10. hely |
| 1991    | 11. hely |
| 1991–92 | 10. hely |
| 1992–93 | 13. hely |
| 1993–94 | 9. hely  |
| 1994–95 | 8. hely  |
| 1995–96 | 8. hely  |

| Idény   | Helyezés |
| ------- | -------- |
| 1996–97 | 8. hely  |
| 1997–98 | 9. hely  |
| 1998–99 | 10. hely |
| 1999–00 | 8. hely  |
| 2000–01 | 12. hely |
| 2002–03 | 7. hely  |
| 2003–04 | 6. hely  |

| Idény   | Helyezés |
| ------- | -------- |
| 2004–05 | 10. hely |
| 2005–06 | 11. hely |
| 2006–07 | 13. hely |
| 2007–08 | 14. hely |
| 2011–12 | 5. hely  |
| 2012–13 | 2. hely  |

### Nemzetközi

#### Összesítve
Utolsó elszámolt mérkőzés: 2013. augusztus 22.
| Kupa           | M  | GY | D | V | LG–KG |
| -------------- | -- | -- | - | - | ----- |
| Európa-liga    | 11 | 6  | 1 | 4 | 13–7  |
| Intertotó-kupa | 2  | 0  | 1 | 1 | 0–2   |
| Összesítve     | 13 | 6  | 2 | 5 | 13–9  |

#### Szezonális bontásban
| Idény   | Kupa           | Forduló    | Klub          | 1. mérk. | 2. mérk. | Össz. |
| ------- | -------------- | ---------- | ------------- | -------- | -------- | ----- |
| 2004    | Intertotó-kupa | 1. forduló | Marek Dupnica | 0–0      | 0–2      | 0–2   |
| 2012–13 | Európa-liga    | 2. forduló | Aarhus GF     | 2–1      | 3–1      | 5–2   |
| 2012–13 | Európa-liga    | 3. forduló | Anórthoszisz  | 0–1      | 3–0      | 3–1   |
| 2012–13 | Európa-liga    | Rájátszás  | Marítimo      | 0–1      | 0–2      | 0–3   |
| 2013–14 | Európa-liga    | 2. forduló | AaB           | 3–0      | 0–0      | 3–0   |
| 2013–14 | Európa-liga    | 3. forduló | Hajduk Split  | 1–0      | 1–0      | 2–0   |
| 2013–14 | Európa-liga    | Rájátszás  | Rapid Wien    | 0–1      |          |       |

Megjegyzés: Az eredmények minden esetben a Dila Gori szempontjából értendők, a dőlten írt mérkőzéseket pályaválasztóként játszotta.